# گیدروسترویتل (شهرستان ایسیق‌آتا)
گیدروسترویتل (به قرقیزی: Гидростроитель، گىدروستروىتەل) یک منطقهٔ مسکونی در قرقیزستان است که در استان چوی واقع شده‌است. گیدروسترویتل ۱٬۱۴۶ نفر جمعیت دارد و ۷۵۲ متر بالاتر از سطح دریا واقع شده‌است.